# Dilobeia tenuinervis
Dilobeia tenuinervis är en tvåhjärtbladig växtart som beskrevs av J. Bosser & R. Rabevohitra. Dilobeia tenuinervis ingår i släktet Dilobeia och familjen Proteaceae. Inga underarter finns listade i Catalogue of Life.